# Buster Keaton
Joseph Frank "Buster" Keaton (4 tháng 10 1895 - 1 tháng 2 1966) là một diễn viên và đạo diễn từng đoạt giải Oscar người Mỹ. Keaton nổi tiếng với thể loại phim câm, đặc biệt là phim hài câm.
Thành tựu trong sự nghiệp của Keaton với tư cách là diễn viên lẫn đạo diễn đều được thừa nhận là một trong những tác phẩm tân tiến và quan trọng nhất trong lịch sử điện ảnh. Ông được tạp chí Entertainment Weekly bầu đứng ở vị trí thứ bảy trong danh sách những đạo diễn xuất sắc nhất mọi thời đại.
Một cuộc bầu chọn rộng rãi năm 2002 của Sight and Sound đã đánh giá bộ phim The General của ông đứng ở vị trí thứ 15 trong những bộ phim hay nhất trong lịch sử. Ba tác phẩm khác của ông có mặt trong cuộc thăm dò là: Our Hospitality, Sherlock, Jr., và The Navigator.